# Lepidium meyeri
Lepidium meyeri — вид квіткових рослин родини капустяних (Brassicaceae).

## Біоморфологічна характеристика
Це багаторічна рослина.

## Поширення
Росте в Україні, Туреччині, Росії, Казахстані.
В Україні росте на вапнякових схилах у Криму (Феодосія).